# Corythaixoides concolor
Il turaco unicolore (Corythaixoides concolor Smith, 1833) è un uccello della famiglia Musophagidae.

## Sistematica
Corythaixoides concolor ha quattro sottospecie:
- Corythaixoides concolor molybdophanes
- Corythaixoides concolor pallidiceps
- Corythaixoides concolor bechuanae
- Corythaixoides concolor concolor

## Distribuzione e habitat
Questo uccello vive nell'Africa centro-meridionale, dalla Repubblica Democratica del Congo e la Tanzania fino al Sudafrica.